# 20 avril 1927
Le mercredi 20 avril 1927 est le 110e jour de l'année 1927.

## Naissances
- Adrien Durand (mort le 17 octobre 2000), personnalité politique française
- Camil Mureșanu (mort le 21 février 2015), historien roumain
- Chris Heunis (mort le 27 janvier 2006), homme politique sud-africain
- Claude Augereau (mort le 1 juin 1988), peintre et un aquarelliste français
- Jacqueline Casey (morte le 18 mai 1992), designer graphique américaine
- Juan Carlos Uder (mort le 14 juillet 2020), joueur de basket-ball argentin
- Karl Alexander Müller (mort le 9 janvier 2023), physicien suisse
- Kazue Morisaki (morte le 15 juin 2022), écrivaine japonaise
- Mirian Tsalkalamanidze (mort le 3 août 2000), lutteur géorgien
- Nagendra Prasad Rijal (mort le 23 septembre 1994), homme politique népalais
- Paul Malaguti (mort le 24 octobre 1996), homme politique français
- Pavel Louspekaïev (mort le 17 avril 1970), acteur soviétique
- Phil Hill (mort le 28 août 2008), pilote automobile américain
- Roger Decock (mort le 30 mai 2020), coureur cycliste belge

## Décès
- Barthélemy Niollon (né le 1er mars 1849), peintre français
- Enrique Simonet (né le 2 février 1866), peintre espagnol
- Frank Hill (né le 13 janvier 1866), joueur de rugby